# 比维尔
比维尔（法語：Biville，法語發音：[bivil]）是法国芒什省的一个旧市镇，属于瑟堡区。2017年，比维尔和相邻的其它18个市镇合并为新市镇拉阿格。 

## 地理
比维尔（49°36'46"N, 1°49'21"W）面积8.7 平方千米，位于法国诺曼底大区芒什省，该省份为法国西北部沿海省份，西、北、东北三面环大西洋，东起顺时针与卡爾瓦多斯省、奧恩省、马耶讷省和伊勒-维莱讷省接壤。
与比维尔接壤的市镇（或旧市镇、城区）包括：沃维尔、圣克鲁瓦阿格、瓦特维尔。

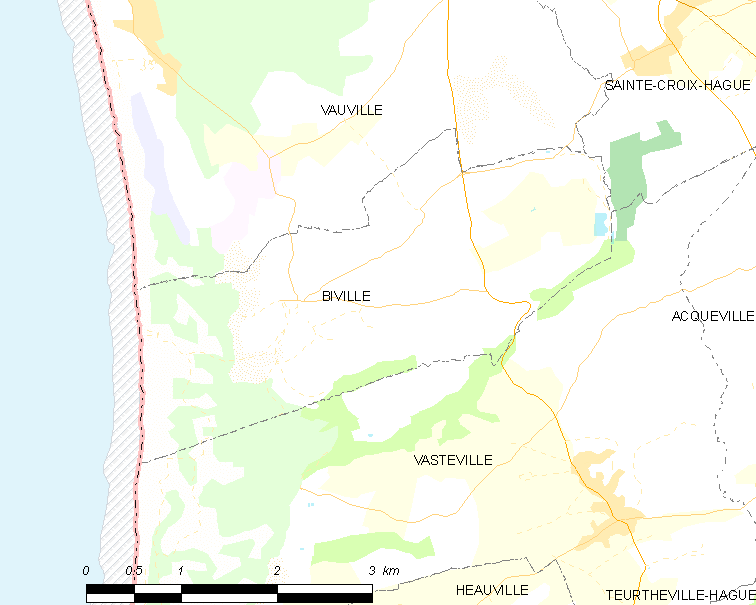
比维尔的OSM定位图

比维尔的时区为UTC+01:00、UTC+02:00（夏令时）。

## 行政
比维尔的邮政编码为50440，INSEE市镇编码为50057。

## 政治
比维尔所属的省级选区为拉阿格县。

## 人口

1962-2008年间比维尔人口变化图示

比维尔于2018年1月1日时的人口数量为475人。